# ベルナール・ラポルト
ベルナール・ラポルト（Bernard Laporte、1964年7月1日 - ）は、フランスのラグビー指導者。現在フランスラグビー連盟の会長及びワールドラグビーの副会長を務めている。

## プロフィール
- フランス・ロデーズ出身。
- 現役時代のポジションはスクラムハーフ(SH)。

## 略歴
現役の頃ボルドー・ベグルなどでプレーしていた。
現役引退後、スタッド・フランセなどのコーチを経て、1999年、フランス代表のヘッドコーチに就任。
2007年、フランス代表ヘッドコーチ退任後、RCトゥーロンのコーチを経て、2016年、フランスラグビー連盟の会長に就任。
2020年、ワールドラグビーの副会長に就任。

## 受賞歴
- IRB年間最優秀監督賞:2002年[5]